# درلاتکا
درلاتکا (به لهستانی:  Derlatka) یک روستا در لهستان است که در گمینا ترویانوو واقع شده‌است.